# 朱庇特鎮區 (明尼蘇達州基特遜縣)
朱庇特鎮區（英語：Jupiter Township）是位於美國明尼蘇達州基特遜縣的一個行政鎮區。

## 歷史
朱庇特鎮區於1883年設立，得名自木星。

## 地方資料
朱庇特鎮區的面積為92.40平方千米，當中陸地面積為92.36平方千米，而水域面積為0.04平方千米。根據2020年美國人口普查的數據，當地共有人口109人，而人口密度為每平方千米1.18人。